# GOSAT-GW
GOSAT-GW, acronyme de Global Observing SATellite for Greenhouse gases and Water cycle (en français « Satellite d'observation globale des gaz à effet de serre et du cycle de l'eau), est un satellite d'observation de la Terre de l'agence spatiale japonaise (JAXA) dont le lancement est programmé en 2024. Ce satellite constitue le successeur des satellites GOSAT-2 et GCOM-W lancés respectivement en 2009 et 2018. Son objectif est d'améliorer notre compréhension du rythme du changement climatique en collectant des données sur les gaz à effet de serre et en améliorant notre compréhension du cycle de l'eau qui joue un rôle central dans les modèles numériques utilisé pour la prévision météorologique. GOSAT-GW emporte deux instruments : un spectromètre infrarouge et un radiomètre micro-onde. Le satellite, dont la masse est d'environ 2 600 kg, a été placé en orbite par l'ultime lanceur japonais H-IIA le 28 juin 2025. 

## Contexte
GOSAT-GW est un satellite d'observation de la Terre dont l'objectif est de mesurer les gaz à effet de serre sous la tutelle du Ministère japonais de l'environnement, et d'étudier le cycle de l'eau (sous la tutelle de l'agence spatiale japonaise). Il doit prendre la suite de GCOM-W (mission d'étude du cycle de l'eau lancée en 2012) et des satellites GOSAT (missions de mesure des gaz à effet de serre lancées en 2009 et 2018). Pour ce faire, le satellite emporte deux instruments qui sont des versions améliorées de ceux emportés par GCOM-W et GOSAT. Le constructeur est la société japonaise Mitsubishi Electric Corporation.  

## Caractéristiques techniques du satellite
GOSAT-GW est un satellite stabilisé 3 axes d'environ 2 600 kilogrammes. Il est alimenté en énergie par des panneaux solaires qui produisent environ 5 300 Watts.

## Instruments
Le satellite emporte deux instruments passifs.

### Radiomètre micro-onde AMSR-3
AMSR-3 (Advanced Microwave Scanning Radiometer) est un radiomètre micro-onde développé par l'Agence spatiale japonaise qui mesure le rayonnement émis naturellement par les terres et les océans. C'est le successeur de l'instrument AMSR-2. Par rapport à celui-ci, il observe plus de bandes spectrales pour l'étude des chutes de neige et de la vapeur d'eau dans la haute atmosphère.

### Spectromètre infrarouge TANSO-3
TANSO-3 (Total Anthropogenic and Natural emissions mapping SpectrOmeter) est un spectromètre infrarouge développé par l'Agence spatiale japonaise qui mesure les quantités des principaux gaz à effet de serre dont le dioxyde carbone et le méthane. C'est le successeur du spectromètre infrarouge à transformée de Fourier TANSO-FTS-2. C'est un spectromètre imageur à grille qui comporte une fonctionnalité supplémentaire : la mesure du dioxyde d'azote.

### Comparaison des caractéristiques des satellites GOSAT-GW, GOSAT et GCOM-W
| Caractéristique                     | GOSAT-GW                                                         | GOSAT-2 (Ibuki-2)                                  | GCOM-W (Shizuku)               |
| ----------------------------------- | ---------------------------------------------------------------- | -------------------------------------------------- | ------------------------------ |
| Date lancement                      | 2024                                                             | 2018                                               | 2012                           |
| Masse                               | 2600 kg                                                          | 1800 kg                                            | 2000 kg                        |
| Durée de vie minimum                | 7 ans                                                            | 5 ans                                              | 5 ans                          |
| Puissance électrique                | 5300 Watts                                                       | 5000 Watts                                         | 3880 Watts                     |
| Altitude                            | 666 km                                                           | 613 km                                             | 699 km                         |
| Cycle orbital                       | 3 jours                                                          | 6 jours                                            | 16 jours                       |
| Heure de passage au nœud descendant | 13:30                                                            | 13:00                                              | 13:30                          |
| Instruments                         | TANSO-3 : Spectromètre infrarouge AMSR-3 : Radiomètre micro-onde | Spectromètre infrarouge TANSO-FTS-2 et TANSO-CAI-2 | AMSR-2 : Radiomètre micro-onde |

## Déroulement de la mission
GOSAT-GW doit être lancé vers mars 2024 par une fusée japonaise  H-IIA qui le place sur une orbite héliosynchrone de 666 kilomètres avec une inclinaison orbitale de 98°. Le cycle orbital est de 3 jours et l'heure solaire de passage au nœud descendant est 13h30. Le satellite a une durée de vie minimum de 7 ans.